# Sofía Marrero
Sofía Marrero (castellà: Sofía Abigaíl Marrero Moreira)  (Montevideo, 2000) és una model i reina de bellesa uruguaiana. Va ser coronada com Miss Uruguai 2018 i va representar l'Uruguai en Miss Univers 2018, celebrat a Bangkok (Tailàndia).

## Certamens
| Any  | Certàmen     | Descripció                                                                                   |
| ---- | ------------ | -------------------------------------------------------------------------------------------- |
| 2018 | Miss Uruguai | Sofía Marrero va ser coronada com a Miss Uruguai 2018 el 28 d'agost de 2018.                 |
| 2018 | Miss Univers | Com a Miss Uruguai, Marrero va representar Uruguai a Miss Univers 2018 a Bangkok, Tailàndia. |